# Ньити, Лилиан
Лилиан Ньити (англ. Lilian Nyiti; род. 3 июня 1959) — танзанийская легкоатлетка, выступавшая в беге на средние дистанции. Участница летних Олимпийских игр 1980 года, двукратная чемпионка Восточной и Центральной Африки 1986 и 1989 годов.

## Биография
Лилиан Ньити родилась 3 июня 1959 года.
В 1980 году вошла в состав сборной Танзании на летних Олимпийских играх в Москве. В беге на 800 метров заняла в четвертьфинале 5-е место, показав результат 2 минуты 11,05 секунды и уступив 9,92 секунды попавшей в полуфинал с 4-го места Эльжбете Католик из Польши.
В 1986 и 1989 годах становилась чемпионкой Восточной и Центральной Африки в беге на 800 метров.

## Личный рекорд
- Бег на 800 метров — 2.08,72 (1985)[3]